# Langford (Nottinghamshire)
Langford – wieś w Anglii, w hrabstwie Nottinghamshire. Leży 31 km na północny wschód od miasta Nottingham i 184 km na północ od Londynu.